# Cristo Resucitado (Zaragoza)
Cristo Resucitado es una imagen tallada por el escultor aragonés Jorge Albareda Agüeras en el año 1977, titular de la Real Hermandad de Cristo Resucitado y Santa María de la Esperanza y del Consuelo y venerado en el Colegio San Agustín de Zaragoza.

## Historia
La talla de Cristo Resucitado fue encargada por la Hermandad de Cristo Resucitado al escultor Jorge Albareda Agüeras, saliendo por primera vez a la calle el Domingo de Resurrección de 1978. 
El artista no siguió el modelo tradicional sino que creó una representación totalmente nueva. Jorge Albareda quiso plasmar el mismo momento de la Resurrección, cuando tras volver a la vida, emerge del sepulcro mientras van cayendo al suelo los lienzos con los que había sido embalsamado. Por ello, trabaja las telas dando la sensación de estar muy pegadas al cuerpo como si se fueran desprendiendo. 
Está depositado y recibe culto durante el año en la Capilla Rotonda en el claustro del Colegio San Agustín de Zaragoza, junto a la Virgen de la Esperanza y del Consuelo.

## Descripción
Representa a Jesús Resucitado, que parece elevarse con la mirada dirigida hacia lo alto. Plasma el momento de la Ascensión. Su tamaño es algo superior al natural y su policromía sigue los tonos de la madera natural. Albareda renunció a los habituales enyesados, dorados y policromados y trabajó la madera de manera que quedara prácticamente vista, con sus cualidades y texturas. 

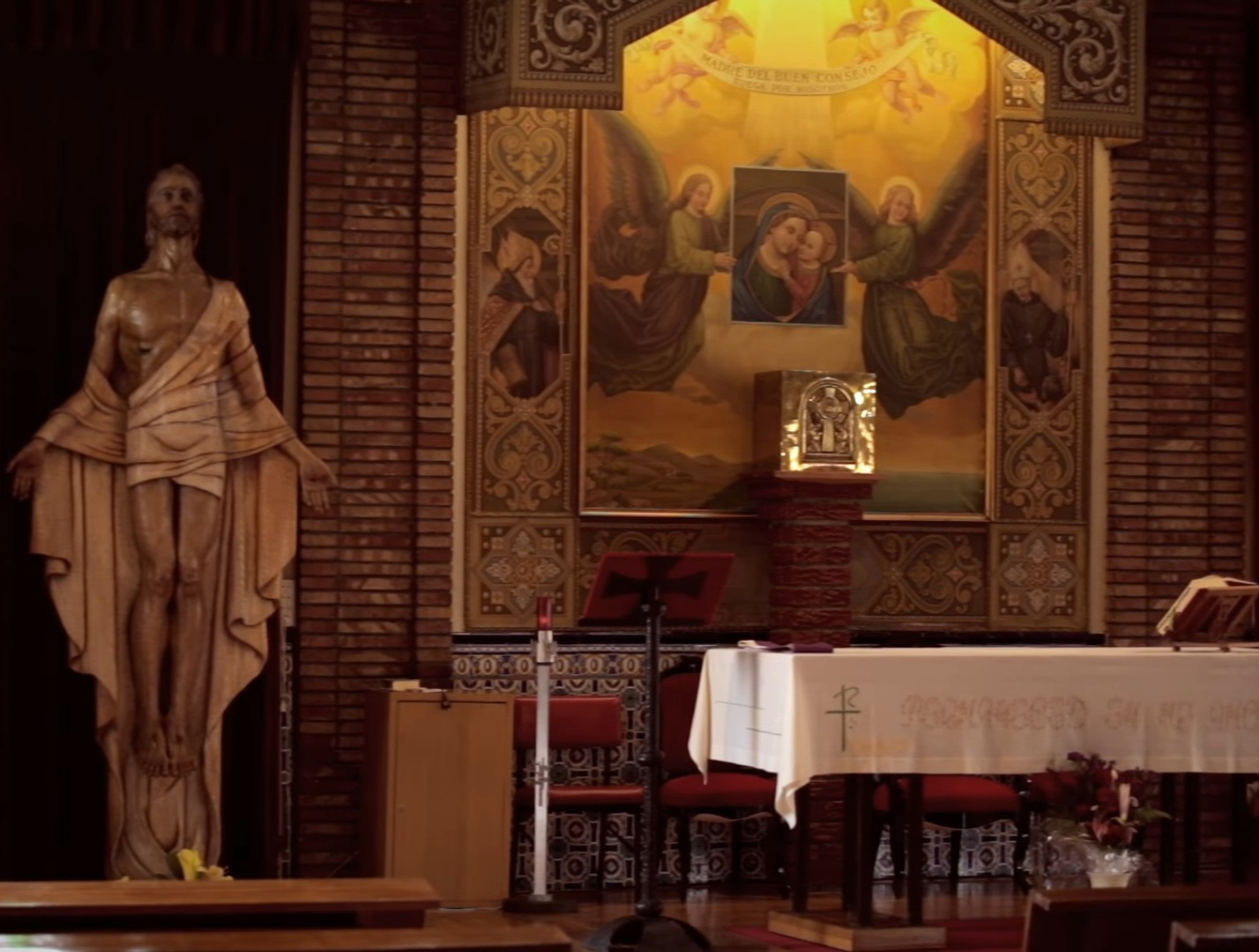

La greca de madera está decorada con relieves llenos de riqueza, con motivos decorativos e iconográficos y tienen una rica simbología. Nos encontramos en un momento en el que se ha roto con la escultura religiosa tradicional y se está experimentando con nuevas técnicas y materiales. Eligió abedul de Finlandia, madera de gran calidad, dejado visto el golpe de gubia, rebajado con esparto para eliminar desigualdades. El acabado final lo dio mediante óleo muy diluido, huyendo de efectos fuertes de color; de hecho si hubiera sido una talla de altar la habría dejado en el color de lamadera natural pero consideró que para una imagen procesional era más adecuada una suave policromía que no ocultara la veta natural. Toda la imagen está sustentada en su parte inferior por las telas que quedan elevadas, produciendo una gran sensación ascensional y de ingravidez al contemplarla. 

## Semana Santa

### Sábado Santo (Vigilia Pascual)
La Hermandad de Cristo  Resucitado organiza la Vigila Pascual en la Basílica del Pilar, con el paso de Cristo Resucitado, que culmina con la rompida de la hora gloriosa, que se produce en la madrugada del Domingo de Resurrección delante del palacio arzobispal.

### Domingo de Resurrección (Encuentro Glorioso)
El Cristo Resucitado y la Virgen de la Esperanza son los protagonistas del Encuentro Glorioso en esta mañana, que se celebra en la Plaza del Pilar mientras repican las campanas de la Basílica, junto a los tambores y bombos de la Hermandad y sobre todo, unas cuantas jotas y rondaderas aragonesas interpretadas por la rondalla Carisma aragonés.